# Aki Riihimäki
Aki Riihimäki est un joueur de volley-ball finlandais né le 11 janvier 1977. Il mesure 1,90 m et joue passeur. Il totalise 86 sélections en équipe nationale de Finlande.

## Clubs
| Club                   | Pays      | De        | À         |
| ---------------------- | --------- | --------- | --------- |
| Metso-Lentis Jyväskylä | Finlande  | 1993-1994 | 1995-1996 |
| KuPS-Volley Kuopio     | Finlande  | 1996-1997 | 1999-2000 |
| Salon Piivolley        | Finlande  | 2000-2001 | 2000-2001 |
| VV Leipzig             | Allemagne | 2001-2002 | 2001-2002 |
| Salon Piivolley        | Finlande  | 2002-2003 | 2004-2005 |
| Kempeleen Pyrintö      | Finlande  | 2003-2004 | …         |

## Palmarès
- Championnat de Finlande : 1998, 2000
- Coupe de Finlande : 1999, 2004